# Vargtjärnen (Norrfjärdens socken, Norrbotten)
Vargtjärnen är en sjö i Piteå kommun i Norrbotten och ingår i Rosån-Alterälvens kustområde.